# Justin Raffington
Justin Tafari Raffington (Amburgo, 26 marzo 1991) è un cestista tedesco.